# Mikey Lopez
Miguel "Mikey" Lopez (Dallas, 20 februari 1993) is een Amerikaans voetballer die als middenvelder bij New York City FC speelt in De Major League Soccer.

## Carrière

### North Carolina Tar Heels
Tussen 2011 en 2012 speelde Lopez voor het universiteitsteam van zijn school University of North Carolina at Chapel Hill. Lopez loodste zijn team naar het 2011 NCAA Division I Men's Soccer Championship waar de Tar Heels wonnen van de Charlotte 49ers en hij werd benoemd tot ACC Freshman Player of the Year. In twee seizoen bij de Tar Heels, scoorde Lopez 5 goals en gaf hij 5 assists.
Lopez speelde ook 1 wedstrijd voor USL Premier Development League club Orange County Blue Star in 2011. In 2013 speelde hij voor Sporting Kansas City.

### Sporting Kansas City
Op 17 januari 2013 werd lopez als 14de potentiële speler aangeduid door Sporting Kansas City in de 2013 MLS Superdraft. Lopez maakte zijn debuut voor Sporting Kansas City in een 2-0 overwinning tegen in de derde ronde Des Moines Menace in de 2013 Lamar Hunt U.S. Open Cup op 29 mei 2013.  Lopez speelde in totaal 13 wedstrijden voor Sporting Kansas City.

### Orlando City (uitleenbeurt)
Op 17 mei 2014 werd aangekondigd dat Lopez zou uitgeleend worden aan Orlando City voor het hele seizoen.

### Oklahoma City Energy (uitleenbeurt)
Begin juni 2014 maakte Sporting Kansas City bekend dat Lopez verhuurd zou worden aan Oklahoma City Energy FC waar hij meer speelminuten zou krijgen.

### New York City FC
Op 26 januari 2016 maakte New York City FC de transfer van Lopez bekend.

## Internationale carrière
Lopez werd voor het eerst opgeroepen voor het U20 team van de Verenigde Staten in  februari 2013. Hij maakte deel uit van het team dat tweede eindigde in het 2013 CONCACAF U-20 Championship.